# Черность
Черность — река в России, протекает по Псковской и Тверской областям. Исток реки находится в Торопецком районе Тверской области в Пальцевском лесу. Сначала река течёт на запад вдоль железной дороги Бологое — Великие Луки до пересечения с границей Куньинского района Псковской области. Далее река течёт на северо-запад по границе областей, многократно её пересекая. Устье реки находится в 121 км от устья реки Кунья по правому берегу, в Великолукском районе Псковской области. Длина реки составляет 26 км, площадь водосборного бассейна — 123 км².
На берегу реки стоят деревни Качнево (Назимовская волость Куньинского района) и Карзово (на территории Букровской волости Великолукского района).

## Данные водного реестра
По данным государственного водного реестра России относится к Балтийскому бассейновому округу, водохозяйственный участок реки — Ловать и Пола, речной подбассейн реки — Волхов. Относится к речному бассейну реки Нева (включая бассейны рек Онежского и Ладожского озера).
Код объекта в государственном водном реестре — 01040200312102000023285.